# 벨리댄스

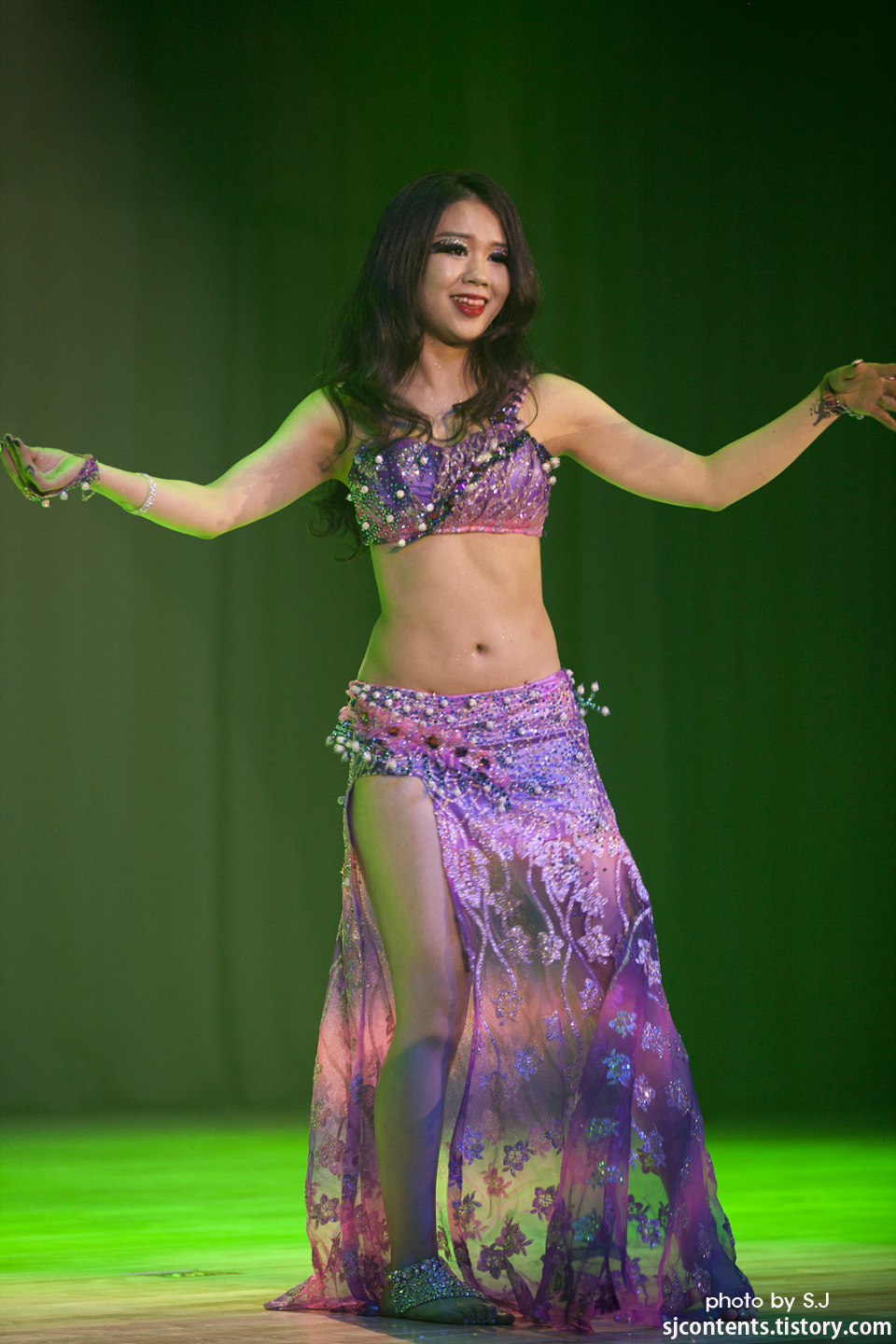
서울호서예술실용전문학교 실용무용예술학부의 벨리댄스 쇼케이스 (2015년 촬영)

벨리댄스(영어: Belly dance)는 상체와 골반의 움직임을 강조하여 자유롭게 추는 춤이다. 배꼽춤이라고 부르기도 하며 동양(동방)의 춤이라는 뜻을 가진 오리엔탈 댄스(영어: Oriental dance)라고 부르기도 한다. 아랍 세계에서는 라크스 샤르키(아랍어: رقص شرقي, Raqs Sharqi), 튀르키예에서는 오리안탈 단스(튀르키예어: Oryantal dans)라고 부르기도 한다.
벨리댄스는 튀르키예, 이집트를 비롯한 지중해 세계, 중동, 북아프리카 등에서 다산을 기원하던 고대의 제사, 종교 의식에서 유래된 것으로 추정된다. 9세기부터 10세기 사이에 번영을 누리던 중동, 아랍 세계, 이슬람 세계에서 크게 성장했고 오스만 제국 시대에 튀르키예 문화의 영향을 받으면서 여성스러움, 관능적인 이미지를 띤 춤으로 여겨졌다. 18세기와 19세기에는 서양에서 유행하던 오리엔탈리즘의 영향을 받아 유럽을 비롯한 중동 이외의 지역에서 처음 알려졌는데 특히 미국 시카고에서 열린 1893년 만국 박람회에서의 공연이 많은 인기를 얻으면서 널리 알려졌다.
벨리댄스는 여성의 신체에 맞춘 안무를 통해 여성의 관능적인 몸매, 곡선형 동작, 매혹적인 아름다움을 표현하는 춤으로써 배꼽과 골반을 과감히 노출하는 의상, 관능적이고 섹시한 이미지를 표현하는 동작이 특징이다. 주로 가슴, 배, 허리, 골반, 엉덩이의 독립된 움직임에 중점을 두면서 신체의 중심에서 주변으로 퍼져나가는 자연스러운 움직임을 강조하는 춤이기도 하다.
벨리댄스는 여성의 신체의 아름다움을 표현하는 춤이자 임신과 출산, 모성애를 표현하는 춤으로 여겨진다. 또한 신체 건강, 정신 건강에 큰 효과를 주는 춤으로서 세계 각지에서 큰 인기를 끌고 있다.

## 역사

### 기원과 형성

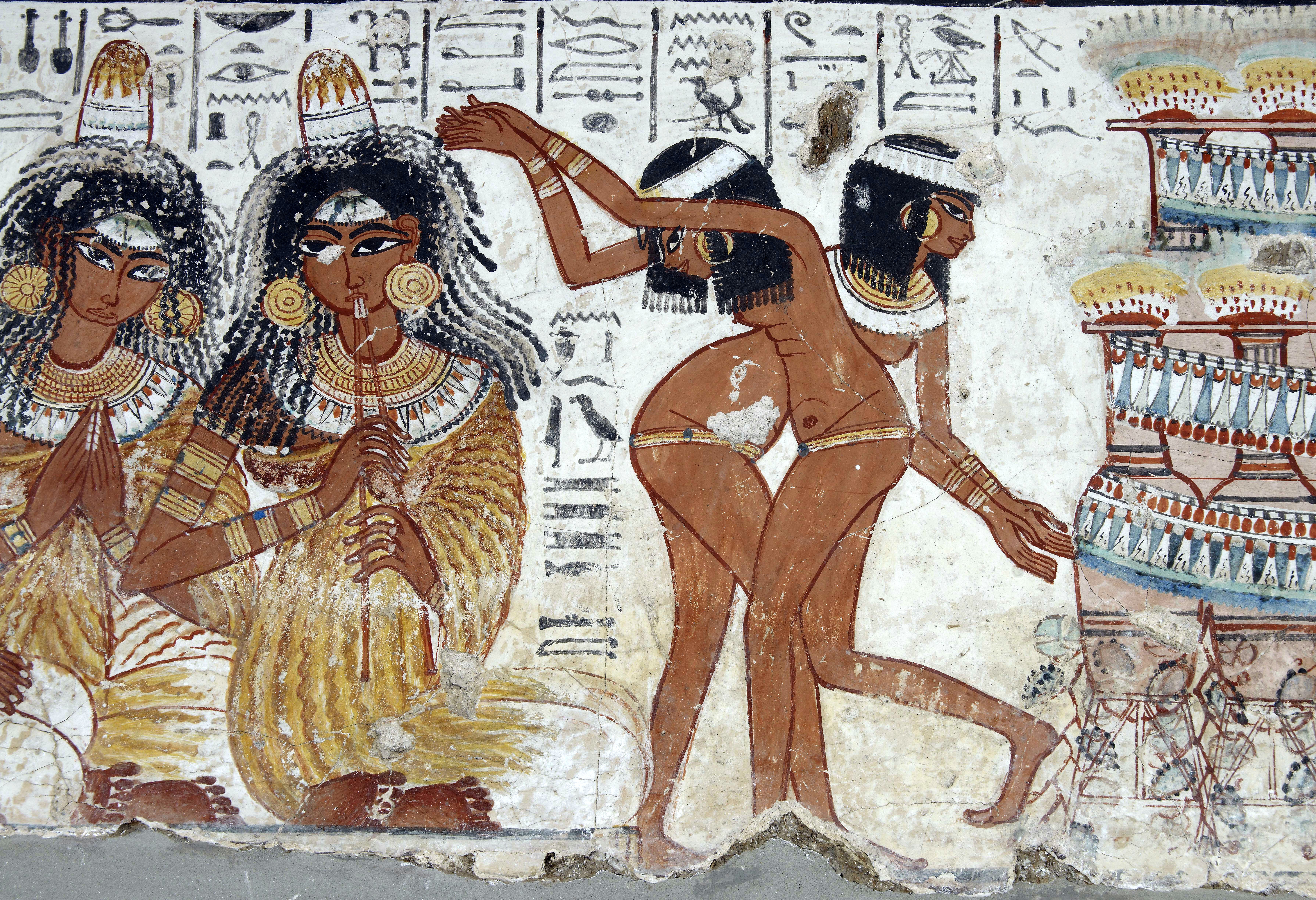
기원전 1400년경에 고대 이집트에서 제작된 네바문의 무덤에 그려진 춤 추는 여자와 음악가를 주제로 한 벽화

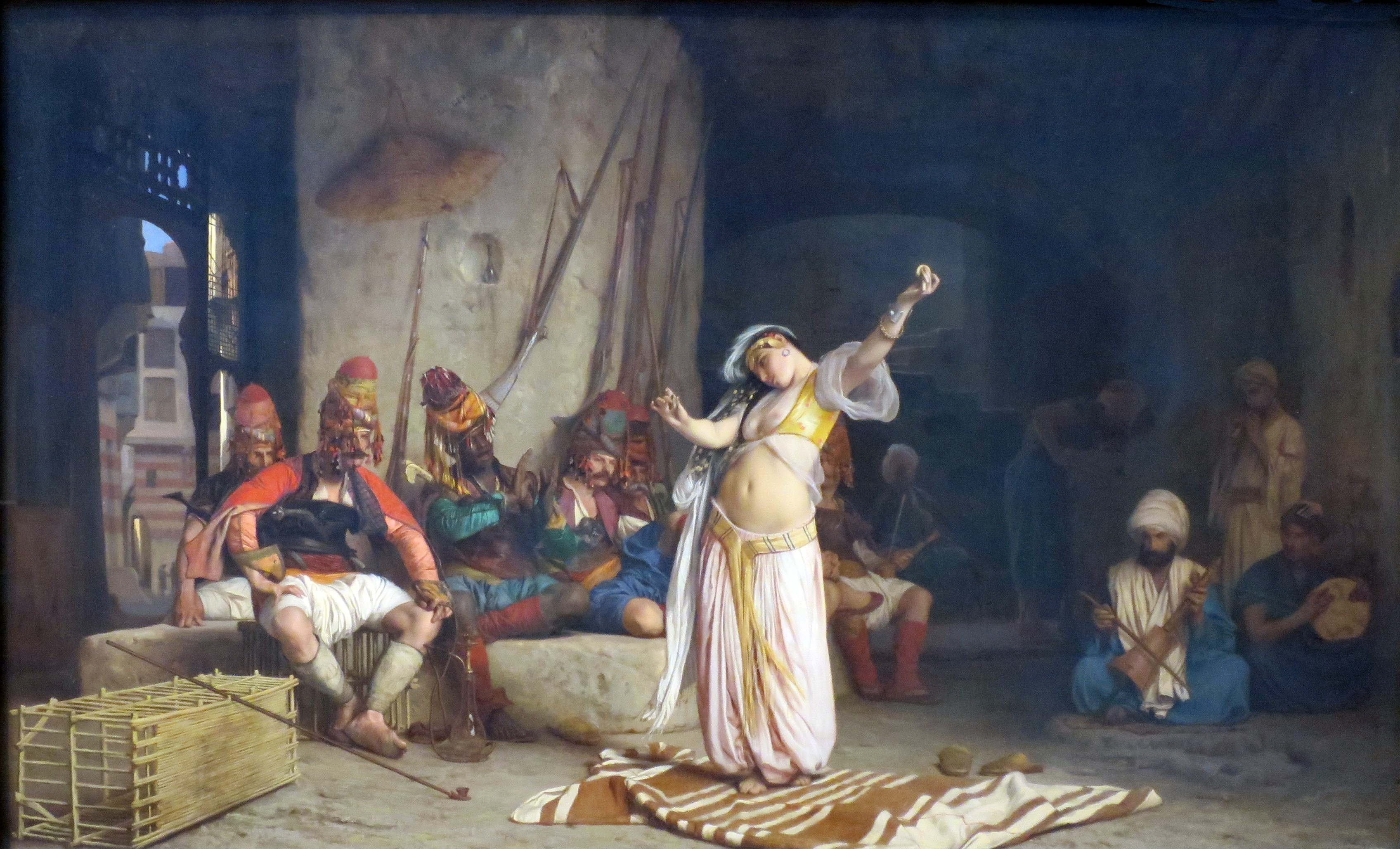
장레옹 제롬의 그림 《알메의 춤》(La danse de l'almée, 1863년 작품)에 등장하는 벨리댄스

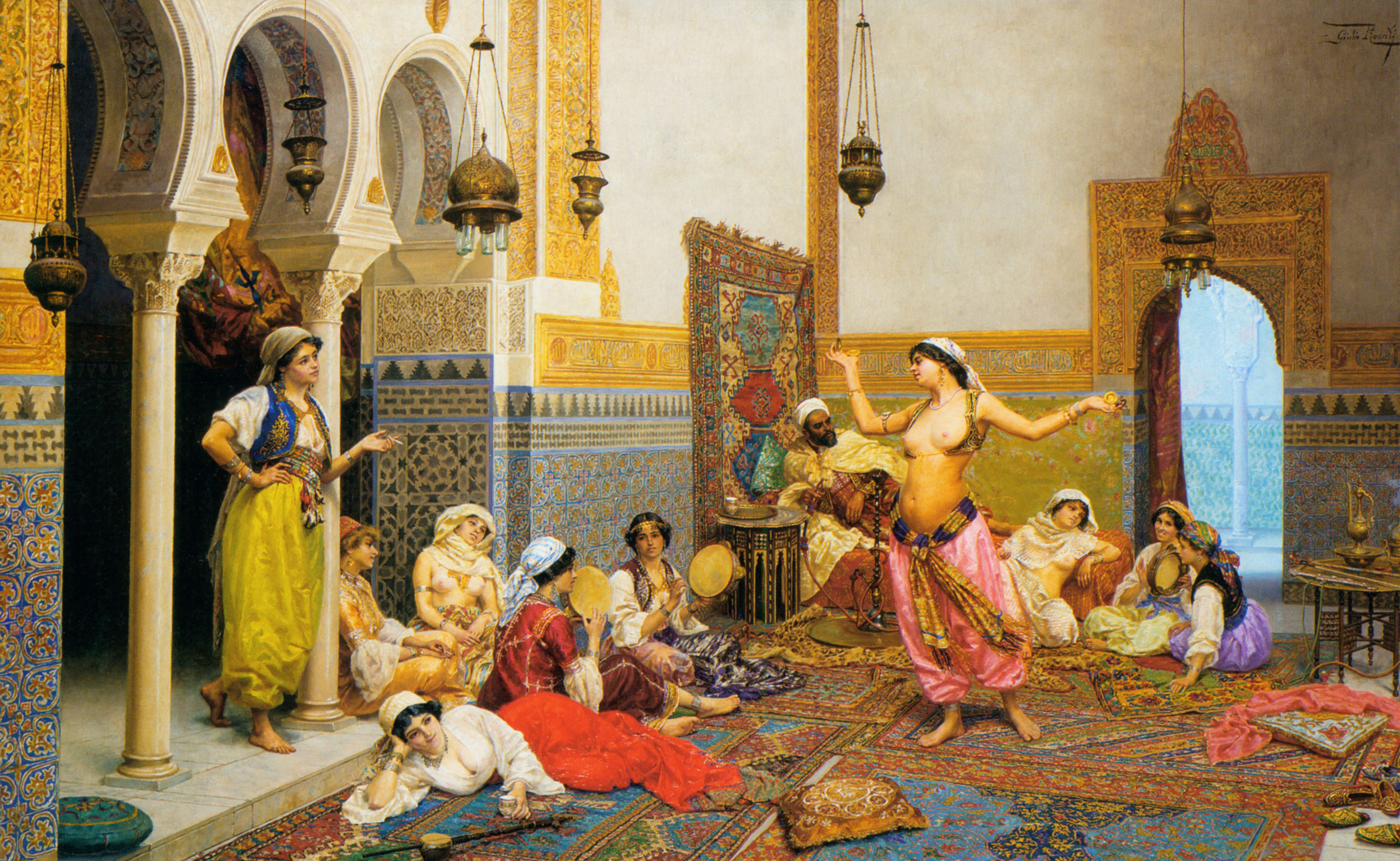
줄리오 로사티의 그림 《하렘의 춤》(La danza nell'Harem)에 등장하는 벨리댄스

벨리댄스는 튀르키예, 이집트를 비롯한 지중해 세계, 중동, 북아프리카에서 유래된 것으로 추정된다. 벨리댄스의 기원에 대해서는 하체를 자유롭게 움직이기 어려운 사막 지형에서 자연스럽게 발달된 상체 위주의 춤에서 유래되었다는 가설, 유랑 민족인 롬인들이 추던 춤이 중동 각지에 전파되면서 유래되었다는 등의 여러 가지 가설이 전한다. 그 중에서도 사냥, 농사, 출산 과정에서 다산을 기원하던 고대의 제사, 종교 의식에서 유래되었다는 가설이 전하고 있는데 특히 고대 이집트 제18왕조 시대에 제작된 벽화에서도 벨리댄스와 비슷한 춤을 추는 무용가의 모습이 등장한다.
벨리댄스는 9세기부터 10세기 사이에 번영을 누리던 중동, 아랍 세계, 이슬람 세계에서 국가의 보호를 받았을 정도로 크게 성장했다. 특히 12세기부터 13세기에 걸쳐 제작된 페르시아 제국의 정밀화에서 벨리댄스를 묘사한 그림이 있어 그 역사를 짐작하게 한다. 벨리댄스는 오스만 제국 시대에 튀르키예 문화의 영향을 받으면서 여성스러움, 관능적인 이미지를 띠게 된다. 특히 궁전에서 외부와 격리된 방인 하렘에 거주하던 여자들은 술탄에게 왕비나 후궁으로 간택되기 위해 관능적인 벨리댄스를 추기도 했다.

### 서양에서의 유행
18세기와 19세기에 에드워드 윌리엄 레인, 귀스타브 플로베르와 같이 중동을 여행했던 유럽인들은 이집트의 알마(Almah), 가와지(Ghawazi)를 포함한 중동 현지에서 본 무용가들에 대한 광범위한 글을 집필했다. 특히 유럽에서 낭만주의가 유행했던 18세기부터 19세기 사이에 서양에서 널리 유행하던 오리엔탈리즘의 영향을 받은 예술가들이 오스만 제국의 하렘 생활을 해석해서 그린 회화 작품을 통해 벨리댄스는 유럽을 비롯한 중동 이외의 지역에서 처음 알려지게 된다. 벨리댄스라는 이름은 프랑스어로 "배의 춤"이라는 뜻을 가진 '당스 뒤 방트르'(프랑스어: Danse du ventre)를 영어로 번역한 데에서 유래된 이름이다. 특히 프랑스의 화가인 장레옹 제롬은 1863년에 《알메의 춤》(프랑스어: La danse de l'almée)이라는 회화 작품을 제작했는데 이는 1864년에 벨리댄스라는 용어가 등장하는 계기가 된다.
1876년에 미국 필라델피아에서 열린 미국 독립선언 100주년 기념 세계 박람회에서 벨리댄스 전문 무용가들이 공연을 진행하기도 했지만 관객들로부터 별다른 주목을 받지 못했다. 하지만 1893년에 크리스토퍼 콜럼버스의 아메리카 대륙 발견 400주년을 기념하기 위하여 미국 시카고에서 열린 세계 박람회인 1893년 만국 박람회 공연에 출연한 리틀 이집트(Little Egypt)를 비롯한 중동 및 북아프리카 출신 무용가들의 놀라운 기술과 연기가 관객들로부터 많은 인기를 얻으면서 널리 알려지게 된다. 특히 1893년 시카고 세계 박람회의 공연 담당자를 역임했던 미국의 정치인 겸 작가인 솔 블룸(Sol Bloom)은 종종 '당스 뒤 방트르'(프랑스어: Danse du ventre)라는 프랑스어 용어를 사용했는데 나중에 영어로 '벨리댄스'(영어: Belly dance)로 번역되어 사용되기에 이른다.
허리를 조이는 코르셋이 유행하던 빅토리아 시대를 비롯한 19세기의 감성에 익숙했던 관객들은 벨리댄스를 감상하면서 무용가들이 코르셋을 벗은 상태에서 허리를 과감히 드러내고 엉덩이를 흔들면서 춤을 춘다는 사실에 문화 충격 현상을 목격했다. 벨리댄스 전문 무용가들 중에서는 영화화된 경우도 있었는데 대표적인 경우가 1896년에 제작된 단편 영화 《파티마의 춤》(영어: Fatima's Dance)이다. 이 영화는 니켈로디언 극장에서 처음으로 개봉되었지만 "파렴치한 행동"이라는 비판을 받게 되자 검열 조치를 당하고 만다. 1890년대에는 미국의 발명가인 토머스 에디슨이 벨리댄스를 소재로 한 여러 영화 작품을 제작하기도 했다.
중동이 서양의 강대국들의 식민주의 지배를 받고 있던 시대에 활동했던 서양의 여자들 중에서는 중동의 춤을 먼저 배운 다음에 이를 모방하는 사람들도 점차 등장하기 시작했다. 특히 제1차 세계 대전 시대에 널리 활약했던 네덜란드 출신의 간첩이자 무용가인 마타 하리는 인도네시아 자와섬에서 온 무용가 양식을 따르면서도 자와섬의 춤 양식보다는 중동의 춤 양식에 가까운 신비스러운 춤을 구사했고 프랑스의 작가인 시도니 가브리엘 콜레트도 벨리댄스를 모방한 춤을 구사했다. 뮤직 홀에서 활동하던 많은 무용가들이 오리엔탈 댄스에 종사하고 있었지만 가끔 독자적인 해석을 그만두고 본래의 민간 전승적인 스타일로 되돌아와서 실시하기도 했다.
미국의 현대 무용가인 루스 세인트데니스 또한 중동의 춤에 영감을 받은 무용가였다. 특히 춤에 대한 세인트데니스의 접근 방식은 서양의 춤인 발레의 맥락에서 외국의 춤인 오리엔탈 댄스를 혼합한 것이 특징이었는데 세인트데니스의 목표는 관객들로부터 보다 뛰어난 경의를 표하기에 적합한 춤을 창조하는 데에 있었다. 이는 1900년대 초반의 서양 사회에서 여성 무용가는 이슬람 세계와 마찬가지로 도덕성이 부족한 존재라고 판단하여 백안시되고 있었기 때문이다.
1930년대에는 미국으로 이주한 튀르키예·아랍 세계 출신 무용가들이 뉴욕의 나이트클럽, 음식점에서 벨리댄스를 공연했고 카바레 스타일을 접목시킨 벨리댄스가 유행하게 된다.

### 현대 문화
현대 문화에서는 유럽이나 미국을 비롯한 서양의 다양한 영화, 텔레비전, 음악을 비롯한 대중 매체, 패션을 비롯한 문화적 요소가 결합된 벨리댄스가 유행하고 있으며 요가, 필라테스와 같은 하나의 스포츠로 여겨지고 있다. 콜롬비아 출신의 팝 가수인 샤키라는 벨리댄스와 라틴 팝을 접목시킨 음악, 안무로 주목을 받았다. 대한민국에서는 1995년에 안무가인 안유진이 오스트레일리아에서 이민 생활을 하던 도중에 배웠던 벨리댄스를 처음 소개했다. 2005년에는 가수 미나가 벨리댄스와 댄스 음악을 결합한 노래 〈Kiss Kiss〉가 수록된 음반 《Kiss Kiss》를 발표했다.

## 특징

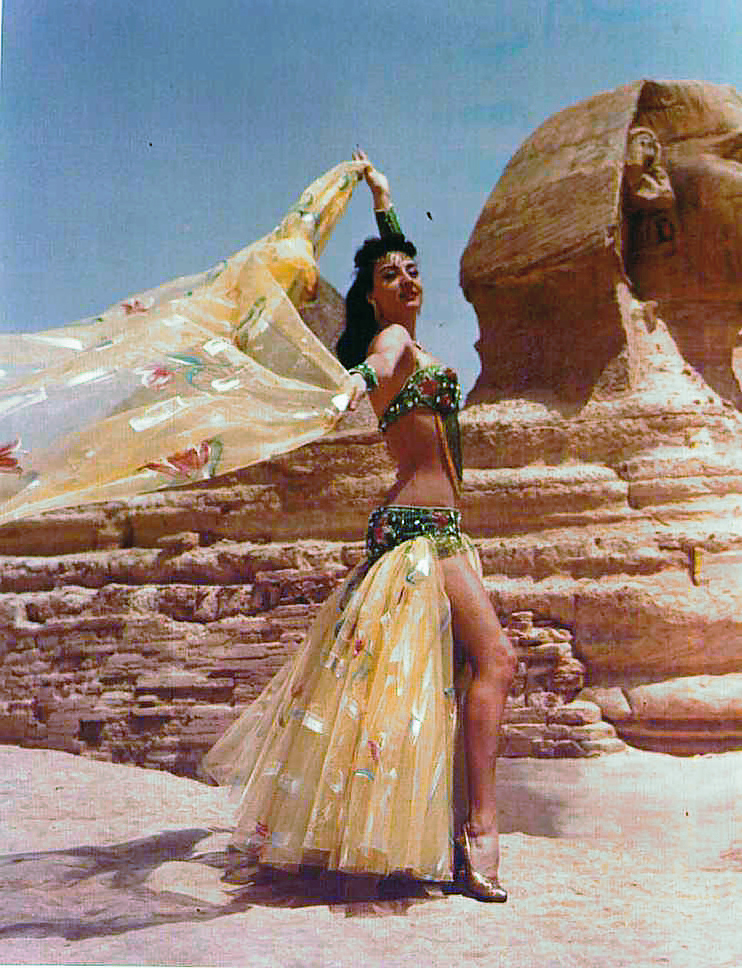
무용가 달릴라가 기자의 대스핑크스 앞에서 벨리댄스 공연을 선보이던 모습 (1959년 촬영)

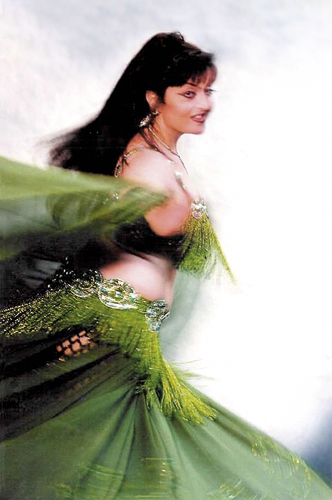
무용가 흐리산티 사하르 샤르프가 독일 하이델베르크에서 벨리댄스를 추는 모습 (2005년 촬영)

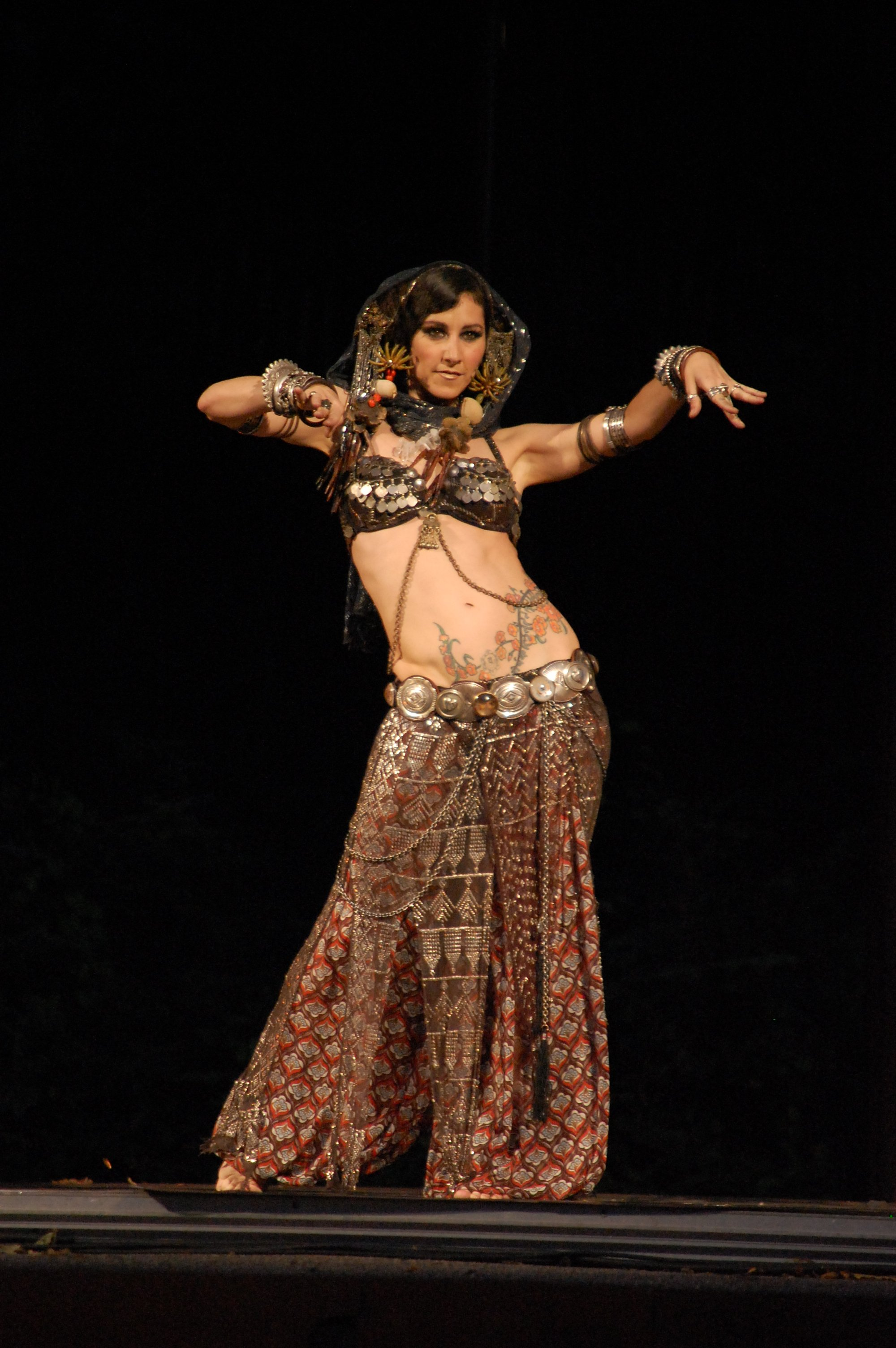
무용가 레이철 브라이스가 아메리칸 트라이블 스타일 벨리댄스를 추는 모습 (2012년 촬영)

벨리댄스는 남성을 유혹하는 여성의 선정적인 춤으로 오해하는 경우가 많지만 여성의 신체 구조에 맞춰서 디자인한 안무를 통해 여성의 관능적인 몸매, 신체의 매력과 부드러운 곡선, 섹시한 이미지, 매혹적인 아름다움을 표현하는 스타일을 표방하는 춤이다. 이는 날씬한 몸매를 이상적인 것으로 여기는 다이어트 스타일과는 대조적이다. 벨리댄스에서 사용되는 대부분의 기본적인 동작이나 기술은 신체의 부분마다 나뉘는 원 운동을 띠고 있는데 이는 허리나 어깨를 바닥과 평행하게 따로 움직이는 것이다.
벨리댄스에서 파핑과 로킹은 일반적으로 무용가가 쉬미(영어: Shimmy)를 하지 않았을 때나 허리나 어깨의 움직임이 정지된 상태일 때, 유연성을 살린 곡예를 할 때의 악센트로서 사용된다. 이 움직임을 따라 복근을 회전시켜 균형을 잡고 시폰·비단 베일 등 각종 소품으로 지탱해서 바구니나 검, 지팡이처럼 보이게 한다.
벨리댄스는 보통 성별을 불문하고 관객들을 즐겁게 하기 위해 공연한다. 벨리댄스는 신체 전체의 근육 운동을 이용하는데 운동에 의해 표현되는 어휘에 기초를 두면서도 그러한 표현을 추진해서 나가고 음악에 리듬에 의해서 그러한 어휘를 유동적으로 통합한 춤으로 여겨진다. 벨리댄스 전문 무용가들은 춤을 통해 음악에서 연상되는 감정을 내면에 투영하여 표현하는데 음악은 춤 운동의 어휘와 관련이 있다. 무용가들의 목적은 음악이 관객들에게 가져다주는 리듬과 감정을 전달하는 데에 있다. 많은 사람들은 벨리댄스를 관능미로 채색한 성숙한 여성의 존재를 표현하기 위한 춤으로 여긴다.
벨리댄스는 전통적으로 한 명의 무용가가 즉흥적으로 연출한 민속 무용이었지만 현재는 여러 명의 무용가들이 공연을 통해 연출한다. 벨리댄스는 신체의 여러 부분이 서로 분리하고 조정할 수 있게 하여 전체적으로는 매끄럽고 유동적인 움직임으로 이어진다. 예를 들어 팔은 엉덩이와는 다른 속도로 움직이기도 한다. 벨리댄스의 동작은 주로 엉덩이와 배에 집중되어 있고 빠르고 느린 동작, 복근·가슴·어깨·팔의 빠른 움직임과 느린 움직임을 번갈아 강조한다. 일반적으로 천천히 흔드는 물결 문양의 동작, 느리게 회전하는 동작은 슬픔을 상징한다. 반면에 엉덩이를 빠르게 흔드는 동작, 강한 진동을 내는 동작은 기쁨을 상징한다. 벨리댄스의 모든 동작은 자연과 관련되어 있다. 특히 발바닥은 땅을 상징하는 바닥에 놓여 있고 팔을 뻗은 무용가는 항상 반(半)U자 모양을 형성한다. 이러한 동작은 새를 상징한다.
아라비아 반도의 벨리댄스 전문 무용가들은 처음에 손목에 향수를 뿌린 다음에 춤을 추는 동안에 손을 움직이면서 자신과 청중들에게 향수를 뿌렸다. 그 당시에는 액체 향수가 없었기 때문에 기름을 사용했다. 벨리댄스는 전통적인 스타일을 띤 벨리댄스와 판타지 스타일을 띤 벨리댄스로 분류된다. 전통적인 벨리댄스는 독특한 특징을 갖고 있고 춤에 사용되는 의상이나 춤의 동작 또한 출신 지역에 따라 다른 편이다. 판타지 스타일을 띤 벨리댄스는 무용가들이 자신의 솜씨를 증명하기 위해 다양하고 풍부한 요소를 사용하는 것이 특징이다. 특히 베일, 사브르, 양초, 캐스터네츠, 이시스의 날개, 비단 부채, 밧줄, 뱀과 같은 장신구는 불가사의한 벨리댄스를 화려하고 매력적인 춤으로 만드는 역할을 한다.
판타지 스타일을 띤 벨리댄스는 여자들을 위한 춤의 특징인데 풍요로움에 대한 축복, 자연의 요소, 종교적인 요소에 기원을 두고 있기 때문이다. 민속적인 벨리댄스에는 남성들만을 위한 춤도 마련되어 있지만 시간이 지나면서 몇몇 남성들은 판타지 스타일을 띤 춤에 관여하게 된다. 벨리댄스에는 각 요소마다 다양한 리듬을 갖고 있고 각 노래마다 다양한 기법을 띠고 있다. 현대의 많은 예술가들은 팝 음악과 전자 음악을 비롯한 모든 종류의 음악을 통해 벨리댄스를 대중화시켰다.
몇몇 벨리댄스 전문 무용가들은 중동 국가들에서 널리 사용되는 고전적인 기술을 보다 많이 사용한다. 이러한 공연의 혁신은 이집트 카이로에서 조직한 무용 축제의 유산이다. 반면 신화적 예술가들은 체조와 같은 형식으로 바뀐 춤, 음악적인 요소가 없는 내용이 담긴 춤을 소재로 한 축제에 반대하는 입장을 표명하고 있는데 이는 벨리댄스의 예술에서 가장 중요한 요소로 여기기 때문이다.
벨리댄스는 동양의 전통에서 유래되어 20세기 초반에 서양에서 많은 인기를 받았다. 벨리댄스의 위대한 관능성과 이로운 효과는 여성의 몸에 대한 신체적·정신적 해방과 밀접한 관련을 맺었는데 이는 벨리댄스 전문 무용학원, 강사, 무용가들의 확산으로 이어지게 된다. 벨리댄스의 양식에서 파생한 아메리칸 트라이블 스타일 벨리댄스(영어: American Tribal Style Belly Dance)는 북아프리카, 중동의 여러 나라에서 유행한 벨리댄스의 리듬에 플라멩코, 인도 무용의 요소가 가미된 춤이다.
벨리댄스는 혼자서 추기도 하지만 이보다 많거나 적은 그룹이 추기도 한다. 그룹이 추는 벨리댄스에서 무용가들 가운데 한 사람은 손, 팔, 발의 움직임을 따르는 그룹의 리더 역할을 하고 새로운 움직임을 통해 댄스 스텝의 의미나 방향을 바꿀 때까지 동료 무용가들의 리듬을 따른다. 벨리댄스에 사용되는 의상은 매우 화려한 편이고 롬인에서 영감을 받은 여러 겹으로 된 큰 치마, 바지, 상의, 장신구가 특징이다. 경우에 따라서는 특유의 모자나 헤드 스카프를 통해 머리의 일부나 전부를 덮어서 장식하기도 한다. 고전 양식을 띤 벨리댄스와 마찬가지로 베일, 사브르와 같은 화려한 장신구를 사용한다.
벨리댄스는 여성의 춤으로 인식되는 경우가 많지만 경우에 따라서는 남성이 추는 경우가 있다. 특히 오스만 제국 시대에 제작된 몇몇 그림에서는 술탄의 궁정에서 쾨체크(튀르키예어: Köçek)라고 부르는 여장 남성이 궁정에 거주하는 여자들을 위해 벨리댄스를 추는 모습이 등장한다. 또한 18세기 말부터 19세기 초반 사이에 이집트에서는 카왈(아랍어: خول, Khawal)이라고 부르는 여장 남성 무용가가 가와지의 외모, 춤을 따라하기도 했다. 현대적인 남성 벨리댄스 전문 무용가들은 1960년대부터 1970년대 사이에 미국에 거주하고 있던 유럽과 중동 출신 이민자 사회에서 처음 등장했고 시대가 지나면서 남성들을 위한 벨리댄스 의상과 안무 동작이 등장하게 된다.

## 장르

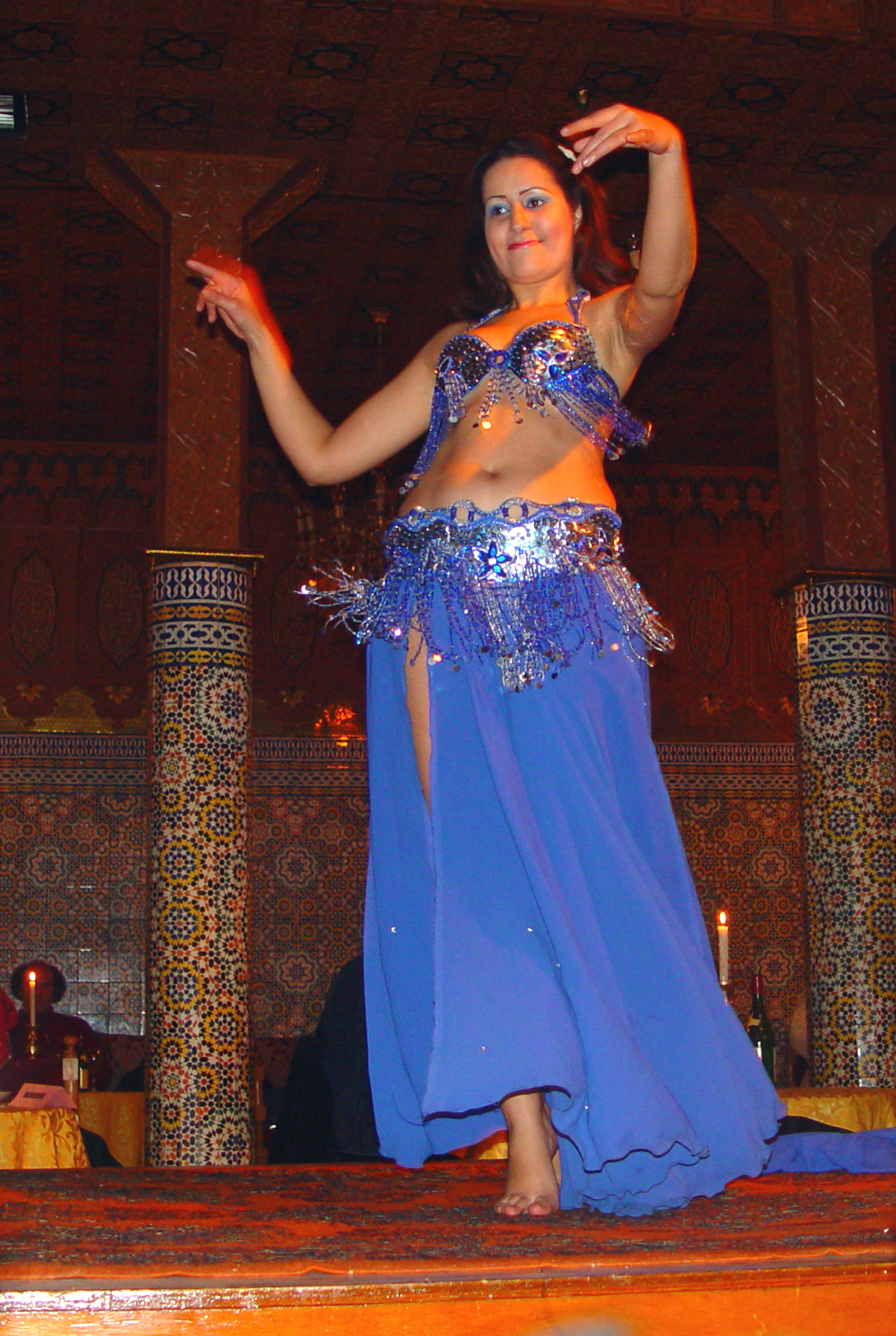
모로코 마라케시에서 벨리댄스를 추는 무용가의 모습

벨리댄스의 장르는 지역별 특징에 따라 이집트 스타일 벨리댄스, 튀르키예 스타일 벨리댄스, 레바논 스타일 벨리댄스로 나뉜다. 그 외에 화려하고 현란한 공연 요소가 결합된 아메리칸 카바레 벨리댄스, 현대적인 음악 요소가 결합된 아메리칸 트라이블 스타일 벨리댄스가 존재한다. 벨리댄스에서 사용되는 음악은 튀르키예나 아랍 세계의 음악에서 주로 사용하는 8박자를 기본으로 한다. 또한 단순한 느낌을 연출하는 서양 음악과는 달리 잘게 나뉜 리듬이 하나의 음악을 형성하고 있어서 신비로운 스타일, 다양한 변화, 색다른 느낌을 주게 한다.

### 이집트 스타일 벨리댄스
이집트 스타일 벨리댄스는 절제되고 정확한 동작으로 유명하다. 이집트 스타일 벨리댄스의 장르는 크게 라크스 샤르키, 라크스 발라디, 샤비로 나뉜다. 이집트 스타일 벨리댄스는 주로 이집트를 비롯한 아랍 세계의 고전적인 음악을 사용한다. 또한 갈비뼈 아래쪽의 배, 엉덩이를 정확하게 움직이는 기술이 특징이다.
- 라크스 샤르키(아랍어: رقص شرقي, Raqs Sharqi): 이집트의 민속춤인 가와지(Ghawazi), 라크스 발라디(Raqs Baladi)와 서양의 무용인 발레, 라틴 댄스가 결합된 양식을 띠고 있다. 전체적으로는 섬세하고 우아한 동작, 가벼운 움직임을 띤다.
- 라크스 발라디(아랍어: رقص بلدي, Raqs Baladi): 이집트의 농촌에서 추던 민속춤으로서 20세기 초반에 농촌에서 도시로 이주한 주민들에 의해 현대 음악이 결합된 양식이 등장했다. 전체적으로는 정적으로 무거운 느낌을 주게 한다.
- 샤비(아랍어: شعبي, Sha'abi): 라크스 발라디에서 파생된 장르로서 20세기 후반에 도시 노동자들이 추던 길거리 춤에서 유래되었다. 전체적으로는 빠르고 유쾌한 느낌을 주게 한다.

이집트 스타일 벨리댄스는 서양인들이 처음 목격한 벨리댄스 양식이기도 하다. 특히 나폴레옹 보나파르트는 프랑스 군대가 이집트를 침공하던 당시에 이집트 현지에서 가와지(Ghawazi)라고 부르는 전문 무용가들을 만났다고 한다. 가와지 무용가들은 음악을 통해 생계를 유지하고 있던 전문 예술가 집단이었다. 가와지 무용가들은 가끔 성매매를 하는 경우가 있었지만 대부분 유목민과 같은 생활을 하면서도 교역로를 확립한 도시에 거주하고 있었다. 이집트를 방문한 프랑스인들은 처음에 무거운 보석들을 머리에 꾸미면서 야만적인 춤을 보여주던 가와지 무용가들을 혐오했지만 나중에 그들의 춤에 자연스럽게 매료되면서 유럽에 널리 알려지게 된다.
현대의 이집트 스타일 벨리댄스와 의상은 이집트 카이로의 나이트클럽 문화에서 유래되었는데 당시 이집트의 영화관에서도 사용되었다고 한다. 이집트의 많은 무용가들은 이집트에서 제작된 여러 영화 작품에 출연하면서 이집트 스타일 벨리댄스의 발전에 큰 영향력을 행사했다. 특히 넬리 마즐룸과 마흐무드 레다는 벨리댄스의 기본 동작에 발레의 요소를 통합하여 현대 이집트의 무용가들에게 영향을 주기도 했다. 이집트 출신의 무용가인 사미아 가말, 나디아 가말, 타헤이야 카리오카, 소헤이르 자키, 나이마 아케프, 나그와 푸아드, 피피 압두, 넬리 마즐룸은 세계적으로 이집트 스타일 벨리댄스에 눈길을 끄는 데에 도움을 주었다.

### 튀르키예 스타일 벨리댄스
튀르키예 스타일 벨리댄스는 이집트 스타일 벨리댄스에 비해 활기차고 생동감을 연출하는 동작으로 유명한데 주로 속도가 빠르고 리듬의 변화가 거의 없는 편인 음악을 사용한다. 또한 골반을 앞뒤로 치는 기술, 신체를 눕히는 기술이 특징이다. 튀르키예 스타일 벨리댄스를 구사하는 무용가들은 활력 있고 운동적인 느낌, 핑거 심벌즈의 능숙한 사용으로 유명하다. 20세기 중반부터 이집트에서 금지되어 온 바닥 동작은 튀르키예 스타일 벨리댄스의 중요한 부분이다.
튀르키예 스타일 벨리댄스의 특징적인 요소는 12-34-56-789 형식으로 계산하는 카르슬라마(튀르키예어: Karşılama)라고 부르는 8분의 9박자 리듬인데 2박자+2박자+2박자+3박자=9박자와 같은 형식으로 나뉜다. 경우에 따라서는 3박자+2박자+2박자=7박자와 같은 형식으로도 나뉜다. 튀르키예의 민속춤에서 카르슬라마는 리듬이 아닌 선을 통해서 추는 춤인 반면에 8분의 9박자 리듬인 도쿠즈 세키즈(Dokuz sekiz) 리듬은 리듬의 계산을 정의하고 로만 하바시(Roman havasi)에서 모두 사용된다. 튀르키예의 많은 전문 무용가들과 음악가들은 롬인의 유산으로 계속 남아 있고 튀르키예의 롬인들은 튀르키예 스타일 벨리댄스에 큰 영향을 주었다.

### 레바논 스타일 벨리댄스
레바논 스타일 벨리댄스는 이집트 스타일 벨리댄스와 튀르키예 스타일 벨리댄스를 결합한 양식을 띠고 있다. 레바논 스타일 벨리댄스는 고전적인 벨리댄스에서 따온 동작에 혈기 왕성하고 현대적인 강렬함을 결합한 느낌을 주게 한다. 그 외에 규모가 큰 발걸음, 몸통 뒤쪽으로 기울어진 자세, 비틀린 엉덩이 회전, 팔의 크고 바쁜 움직임, 엉덩이와 어깨를 많이 흔드는 동작이 특징이다.
레바논 스타일 벨리댄스에서는 엉덩이와 어깨를 빠르게 겹겹이 흔드는 동작, 미묘한 내부 동작이 널리 사용된다. 레바논 스타일 벨리댄스를 구사하는 무용가들은 때때로 킥(Kick), 스플릿(Split), 딥 백 벤드(Deep Back Bend), 터키시 드롭(Turkish drop)을 포함한 동작을 사용한다.

### 아메리칸 카바레 벨리댄스와 아메리칸 트라이블 스타일 벨리댄스
아메리칸 카바레 벨리댄스(American Cabaret Belly dance)는 이집트 스타일 벨리댄스에 재즈나 발레, 스페인의 춤에 영향을 받은 동작을 결합한 양식을 띠고 있다. 특히 여러 방향을 오가면서 팔을 움직이는 베일(Veil), 목에 두른 다음에 날개처럼 팔을 움직이는 윙(Wing)과 같이 화려하고 현란한 공연 요소가 특징이다.
아메리칸 트라이블 스타일 벨리댄스(American Tribal Style Belly dance)는 1980년대 말에 미국 샌프란시스코에서 팻찬스벨리댄스(FatChanceBellyDance)를 결성한 연출가인 캐럴리나 네리키오볼먼(Carolena Nericcio-Bohlman)에 의해 등장했다. 아메리칸 트라이블 스타일 벨리댄스는 자밀라 살림푸르(Jamila Salimpour)가 중동, 북아프리카, 스페인, 인도의 민속 무용에서 영감을 받은 다음에 무용가들이 즉흥적으로 출 수 있도록 고안한 안무가 특징이다.
아메리칸 트라이블 스타일 벨리댄스 전문 무용가들은 핑거 심벌즈를 사용하는 경우가 있지만 개인 공연보다는 단체 공연에 중점을 둔다. 아메리칸 트라이블 스타일 벨리댄스의 동작은 크게 느린 동작과 빠른 동작으로 나뉜다. 아메리칸 트라이블 스타일 벨리댄스는 일반적으로 무용 공연, 축제, 퍼레이드에서 단체 공연을 하는 경우가 많은 편이다.
아메리칸 트라이블 스타일 벨리댄스 전문 무용가들은 일반적으로 팬털룬(Pantaloon)이라고 부르는 발목까지 내려오는 긴 바지 또는 긴 치마, 촐리(Choli)라고 부르는 상의를 선호한다. 그 외에 전 세계의 전통 민속 의상에서 영감을 받아서 만든 깃털, 꽃으로 장식된 치마, 바지, 헤드 스카프를 사용한다.
아메리칸 트라이블 스타일 벨리댄스는 벨리댄스에 다양한 음악 양식과 여러 민족 문화를 결합한 "트라이블 퓨전 벨리댄스"(Tribal Fusion Belly dance)로 분류되기도 한다. 아메리칸 트라이블 스타일 벨리댄스는 일반적인 벨리댄스에 현대적인 재즈, 댄스 음악, 힙합, 전통 무용, 민속 무용을 결합한 퓨전 스타일, 크로스오버 스타일을 띠고 있다.
다양한 양식을 띤 트라이블 퓨전 벨리댄스는 플라멩코, 발레, 벌레스크, 훌라후프, 힙합 등을 포함한 다양한 춤과 음악 스타일의 요소들을 통합하면서 발전했다. 특히 고딕 벨리댄스(Gothic Belly dance)는 벨리댄스에 고스(Goth) 하위문화와 고딕 미술에서 온 요소들을 통합한 양식을 띠고 있다.

## 의상과 도구

### 의상

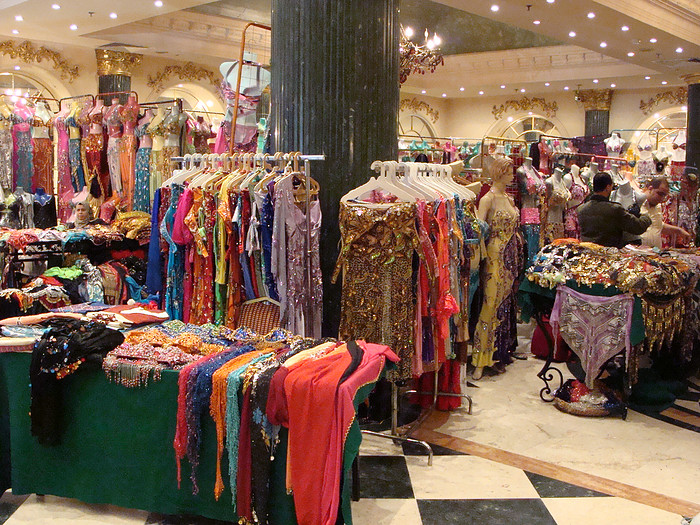
이집트 카이로의 호텔에 전시된 벨리댄스 의상의 모습

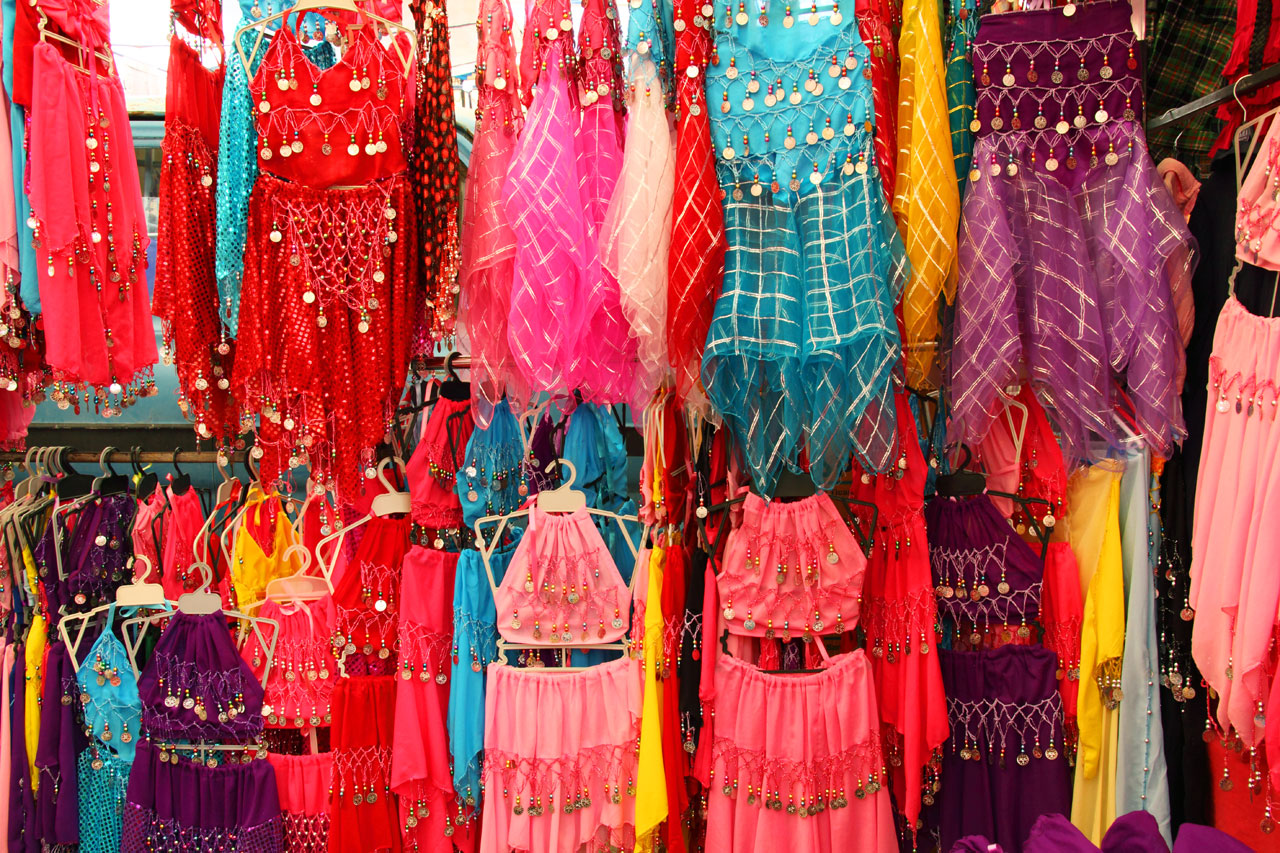
튀르키예 페티예의 시장에 전시된 벨리댄스 의상의 모습

벨리댄스는 상체와 골반의 움직임, 관능적인 아름다움을 강조하기 위해 배꼽과 골반을 과감히 노출하는 의상을 사용한다. 벨리댄스와 연관된 의상은 "옷"이라는 뜻을 가진 베들라(아랍어: بدلة, Bedlah) 스타일을 띠고 있는데 베들라는 일반적으로 몸에 달라붙는 상의 또는 브래지어, 엉덩이에 다는 허리띠 또는 힙 스카프, 발목까지 오는 긴 치마 또는 하렘 팬츠라고 부르는 긴 바지를 포함한다.
벨리댄스에서 사용되는 브래지어와 허리띠, 힙 스카프에는 풍성한 구슬, 스팽글, 수정, 동전, 구슬 장식이나 자수품을 다는데 동작을 취할 때마다 경쾌한 소리를 내면서 춤의 흥을 돋아주는 역할을 한다. 벨리댄스 의상에 사용되는 동전 장식은 원래 무용가들이 춤을 추면서 받은 다음에 허리띠에 붙이거나 필요한 경우에 떼어가면서 사용한 것이 시초라고 한다. 벨리댄스에서 사용되는 허리띠, 힙 스카프는 치마나 바지 위에 별도의 장식을 달아놓기도 하고 천을 달아놓기도 한다. 벨리댄스는 전통적으로 맨발로 추는데 이는 어머니 땅에 대한 경의를 표하는 춤이기 때문이다. 경우에 따라서는 춤 전용 신발이나 하이힐을 신기도 한다.
베들라는 1930년대 이집트의 무용가들이 처음 사용하여 다른 나라로 퍼져나갔다. 베들라는 중동의 실제 의상보다는 20세기에 제작된 보드빌, 벌레스크, 할리우드의 하렘 판타지 작품들에 기인한다. 1920년대와 1930년대 사이에 이집트 카이로에서 나이트클럽, 카바레를 운영했던 시리아와 레바논의 무용가인 바디아 마사브니(Badia Masabni)는 현대적인 스타일을 가진 베들라를 창조했다는 평가를 받고 있다. 베들라는 매력적인 할리우드 공연에서 영감을 얻어 만들어졌다는 가설, 서양 출신 관광객들의 주목을 받기 위해 만들어졌다는 가설이 전한다.
베들라가 등장하기 이전에 벨리댄스에서 사용된 의상은 두꺼운 장식과 보석이 달린 긴 치마, 가벼운 화학 약품, 몸에 달라붙는 짧은 조끼로 구성되어 있었다. 바디아 마사브니가 만든 베들라는 스카프나 베일을 엉덩이에 묶은 다음에 신체의 윤곽을 대부분 감추었던 이집트의 전통 의상에서 벗어나서 벨리댄스의 동작을 강조하기 위해 만든 것이 특징이다.
벨리댄스에서는 투피스 양식의 베들라 뿐만 아니라 긴 전신 드레스를 입기도 한다. 특히 저속한 발라디 스타일을 띤 벨리댄스에서는 긴 전신 드레스를 사용한다. 드레스는 종종 두꺼운 장식과 망사에 뒤덮인 부분을 특징으로 하는 촘촘한 장식이 달린 가운에서부터 전통적인 의상에 바탕으로 하여 제작된 단순한 디자인에 이르기까지 다양한 편이다.
이집트 스타일 벨리댄스에서는 고전적인 동양 스타일이 특징인데 이집트의 법률이 신체의 노출을 금지하기 때문에 배 전체를 덮는 의상을 착용한다. 경우에 따라서는 망사가 달린 의상, 바디 스타킹이 들어 있는 의상을 착용하기도 한다. 튀르키예 스타일 벨리댄스에서는 이집트 스타일 벨리댄스에 비해 신체 노출이 많은 베들라 스타일을 띤 의상을 착용하는데 위쪽 가장자리를 형성하거나 윤곽을 형성하는 V자 또는 삼각형 모양을 한 허리띠, 브래지어와 허리띠에 달린 많은 장식과 구슬, 허벅지가 보일 정도로 옆 부분이 트인 치마가 특징이다. 튀르키예 스타일 벨리댄스에서 사용되는 치마는 이집트 스타일 벨리댄스에서 사용되는 치마에 비해 풍성한 편이고 탄성 섬유보다는 시폰이나 벨벳으로 만든다.
레바논 스타일 벨리댄스에서는 신체의 노출을 허용하기 때문에 베들라 스타일이 일반적으로 사용된다. 레바논 스타일 벨리댄스에서 사용되는 치마는 이집트 스타일 벨리댄스에서 사용되는 치마에 비해 더 얇은 편이어서 무용가의 신체를 강조한다. 레바논 스타일 벨리댄스에서 사용되는 베일은 이집트 스타일 벨리댄스에 비해 널리 사용되는 편이고 하이힐은 일반적으로 착용한다. 레바논 스타일 벨리댄스 전문 무용가들은 이집트 스타일 벨리댄스 전문 무용가들에 비해 의상 유형 선택에 관한 자유가 많은 편이다.

### 도구
벨리댄스에서는 보다 화려하고 우아한 느낌을 연출하기 위해 도구를 사용하기도 하는데 주로 베일, 윙, 핑거 심벌즈, 칼, 막대기, 촛대를 사용한다.
- 베일(Veil): 주로 가슴과 팔을 이용하면서 던지거나 받거나 돌리는 동작에 사용되는 천으로서 시폰이나 비단으로 만든다. 보다 화려하고 우아한 느낌을 연출하는 데에 사용한다.[77][80][81]
- 윙(Wing): 2개의 깃대에 긴 천을 맞춘 다음에 목에 두르면서 날개처럼 보이는 도구이다.[77] 팔을 위쪽에서 아래쪽으로, 왼쪽에서 오른쪽으로 흔들거나 원을 그리듯이 돌리는 동작에 사용되며 보다 화려하고 우아한 느낌을 연출하는 데에 사용한다.[80]
- 핑거 심벌즈(Finger cymbals): 질(Zill)이라고 부르기도 한다. 청동, 황동과 같은 금속으로 원판 2쌍 4개를 만드는데 캐스터네츠나 심벌즈와 마찬가지로 서로 부딪힐수록 소리가 난다. 손가락에 끼울 수 있도록 악기 상단을 끈이나 매듭으로 고정한다. 주로 엉덩이를 이용한 동작, 쉬미 동작에서 리듬을 만들거나 절정에 이르도록 연출하는 데에 사용한다.[80]
- 칼(Sword): 일반적인 칼춤에 사용되는 칼과 마찬가지로 날이 없는 장식용 칼이다.[77] 머리 위에 올리거나 손에서 손으로 이동하는 동작, 신체의 균형을 잡는 동작에 사용되며 보다 강렬한 느낌을 연출하는 데에 사용한다.[80]
- 막대기(Stick): 한 손에 들고 다리면서 원을 그리듯이 돌리는 동작에 사용되며 아름다운 느낌을 연출하는 데에 사용한다. 경우에 따라서는 신체의 균형을 잡는 동작에 사용되기도 한다.[80]
- 촛대(Candle): 머리 위에 올리거나 손에서 손으로 이동하는 동작, 신체의 균형을 잡는 동작에 사용되며 보다 강렬한 느낌을 연출하는 데에 사용한다.[80]

## 동작

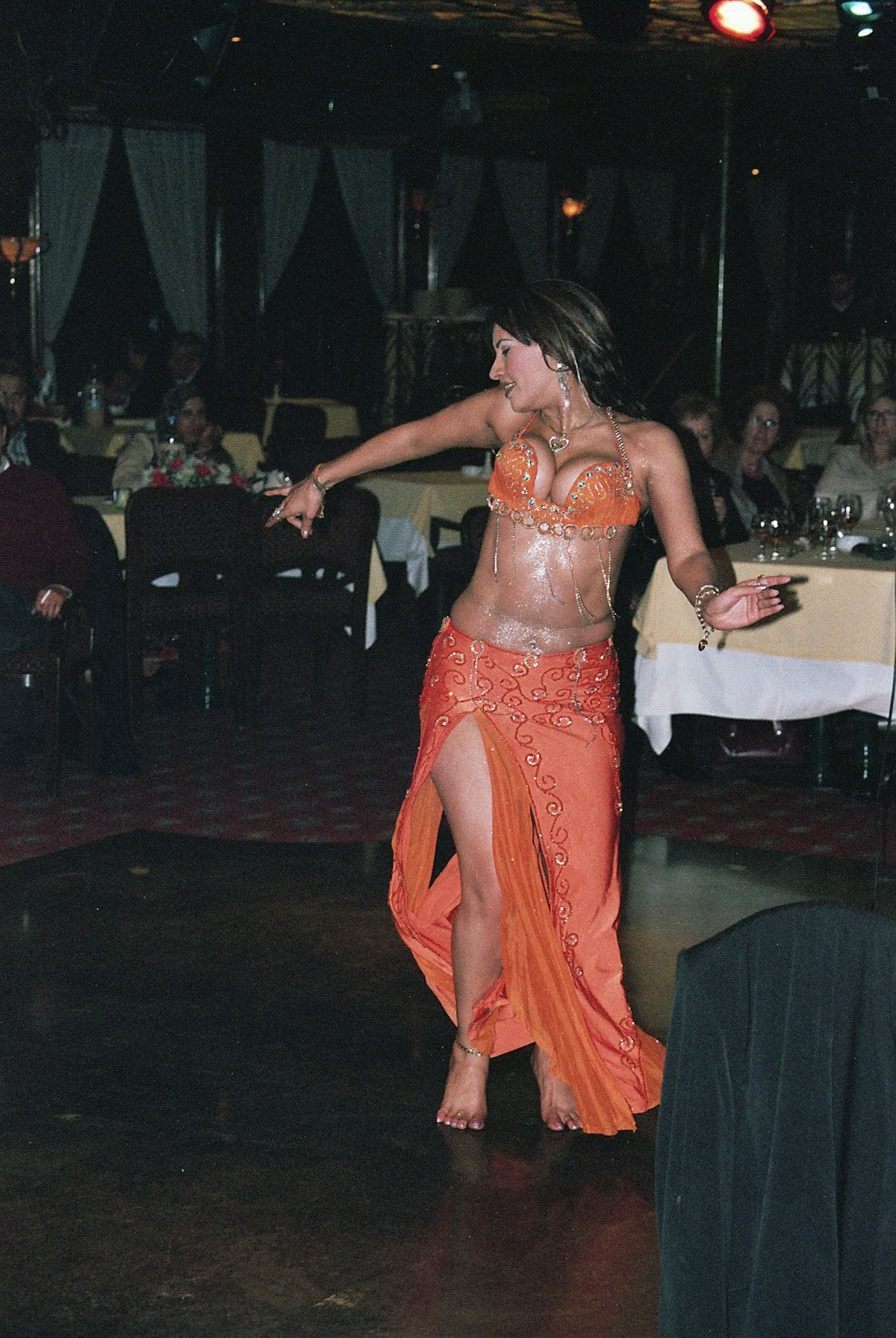
이집트 카이로에 위치한 음식점에서 벨리댄스 공연을 진행하는 무용가의 모습

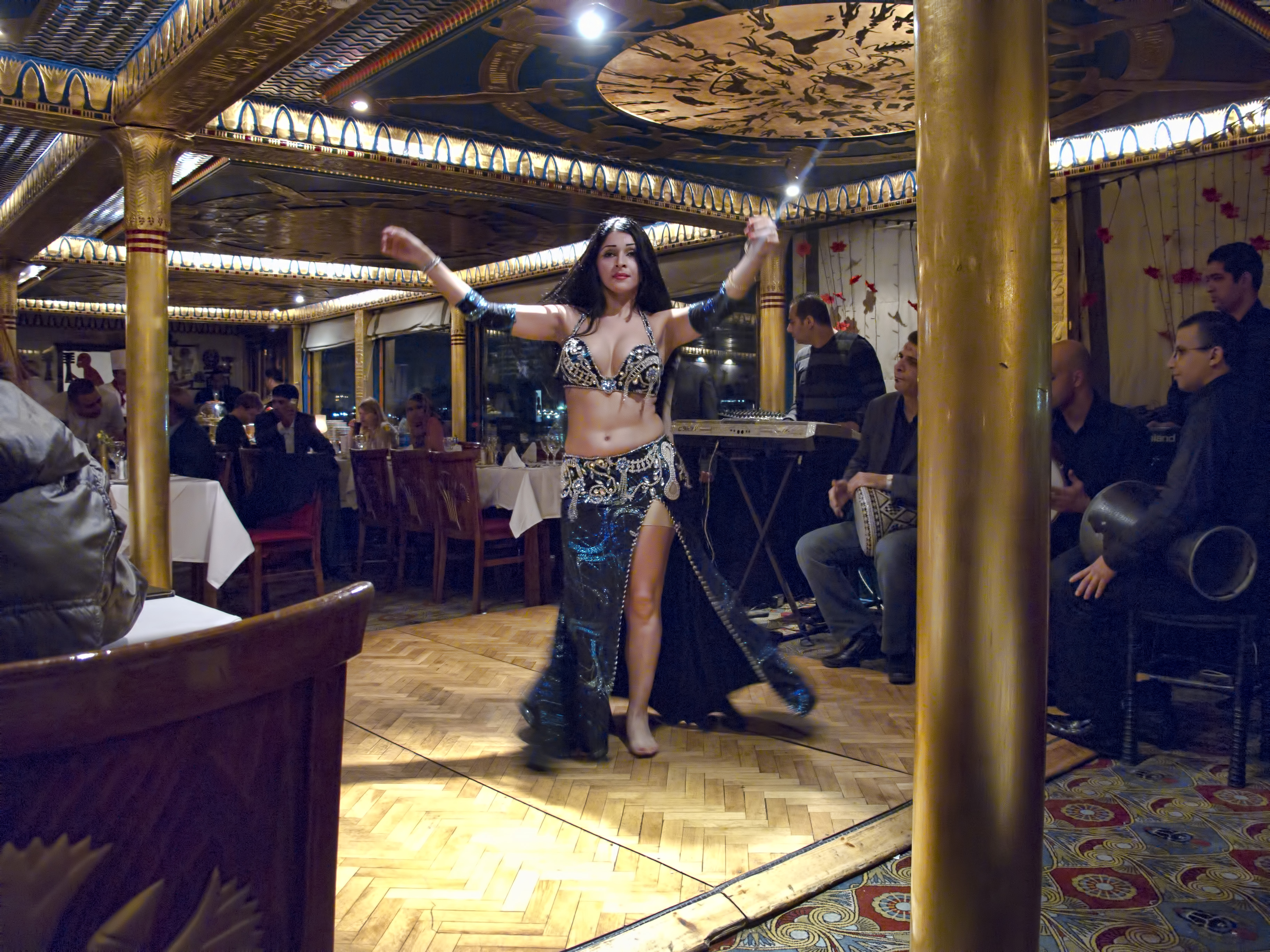
이집트 카이로에 위치한 나일강을 오가는 크루즈선에서 벨리댄스 공연을 진행하는 무용가의 모습

벨리댄스는 다양한 음악에 맞춰서 가슴, 배, 허리, 골반, 엉덩부위(엉덩이)를 중심으로 흔들면서 관능적이고 섹시한 이미지를 표현하는 동작이 특징이다. 또한 다른 춤들과는 달리 주로 가슴, 배, 허리, 골반, 엉덩이의 독립된 움직임에 중점을 두면서 신체의 중심에서 주변으로 퍼져나가는 자연스러운 움직임을 강조하는 춤이기도 하다. 벨리댄스는 여성의 신체를 가장 아름답게 표현하는 춤이자 생명의 수정, 임신과 출산의 고통, 새로운 생명의 탄생과 행복, 모성애를 표현하는 춤으로 여겨진다.
벨리댄스의 동작은 매우 관능적이고 개인적인 편이고 여러 가지 요인에 따라 다른 편이다. 팝 음악을 사용한 벨리댄스에는 엉덩이와 배의 움직임을 강조하는 한편 베일을 사용하는 동작, 짧고 딱딱한 느낌을 연출하는 두드리는 동작을 함께 사용한다. 아랍 전통 음악을 사용한 벨리댄스에서는 다리와 팔의 움직임을 강조한다. 퓨전 벨리댄스에서는 배와 엉덩이의 부드러운 움직임을 강조하는데 특히 타악기를 활용한 부분에서는 건조하고 강한 두드림과 함께 전신을 움직인다.
벨리댄스의 동작은 복장에 따라 서로 다른 영향을 준다. 치마를 착용한 상태에서는 대부분 음악과 함께 엉덩이, 다리, 배를 활용한 동작을 사용한다. 바지를 착용한 상태에서는 편안함을 강조하기 때문에 모든 종류의 동작을 사용한다. 벨리댄스는 개인적인 동작을 띠고 있기 때문에 무용가들은 자신만의 무용 스타일, 기법, 동작을 사용한다.

### 동작의 특징 분류
벨리댄스를 구성하는 동작의 특징은 다음과 같은 범례로 분류된다.
- 두드리는 동작: 엉덩이에서 가장 흔한 스타카토 동작은 음악을 멈추거나 박자에 악센트를 붙이는 데에 사용된다. 이러한 분류의 대표적인 동작으로는 힙 드롭, 힙 리프트, 힙 트위스트가 있다. 신체의 다른 부분을 이용한 격렬한 동작에는 가슴이나 어깨에 악센트를 주는 리프트 동작, 드롭 동작이 포함된다.
- 부드러운 동작: 신체가 연속적으로 움직이는 부드러운 동작은 음악에서 사용되는 멜로디적인 선율과 서정적인 부분을 해석하거나 복잡한 기악 연주곡을 표현하기 위하여 변형된 동작을 띤다. 이러한 동작들은 많은 복근 조절을 필요로 한다. 이러한 분류의 대표적인 동작으로는 피겨 에이트, 버티컬 피겨 에이트, 힙 서클, 바이서클 힙, 언듈레이션이 있다. 이러한 기본 동작들은 다양한 동작들이 무한하게 결합되어 있기 때문에 다양하고 복잡한 질감 운동을 만들 수 있다.
- 쉬미, 떨림, 진동: 엉덩이나 가슴의 작고 빠르고 연속적인 움직임을 통해 질감과 움직임의 깊이가 느껴지는 인상을 주게 한다. 벨리댄스에 사용되는 쉬미 동작들은 보통 다른 동작들에 걸쳐 형성되어 있는데 종종 우드(Oud)·카눈(Qanun)의 빠른 튕김, 다라부카(Darabuka)·리크(Riq)의 두드림을 해석하는 데에 사용된다. 쉬미에는 많은 종류가 있으며 동작의 크기와 방법이 다양한 편이다. 벨리댄스에서 널리 사용되는 쉬미 동작으로는 신체를 이완시키는 쉬미, 엉덩이를 위아래로 흔드는 쉬미, 다리를 고정시킨 상태에서 무릎을 움직이는 쉬미, 빠르고 작은 진동처럼 엉덩이를 흔드는 쉬미, 엉덩이를 비틀어서 흔드는 쉬미, 지진처럼 신체를 흔드는 쉬미, 이완된 상태에 어깨나 가슴을 흔드는 쉬미가 있다.

벨리댄스에서는 이러한 몸통 동작 이외에도 많은 스타일을 구사하는 무용가들이 순서 변경, 이동 스텝, 회전, 스핀을 사용한다. 벨리댄스에서 팔은 엉덩이의 움직임을 돋보이게 하고 극적인 몸짓을 표현하기 위해 사용된다. 특히 발레적이고 서구화된 스타일을 구사하는 벨리댄스에서는 아름다운 신체의 곡선과 모양을 표현하는 데에 사용된다. 낮은 발차기, 아라베스크, 백 벤드, 헤드 슬라이드, 헤드 서클 등과 같은 다른 동작들은 벨리댄스에서 악센트를 강조하는 데에 사용된다.

### 동작 목록
벨리댄스는 다음과 같은 동작 목록으로 나뉜다.
- 패러럴 포지션(Parallel Position, 기본 동작) 또는 바디라인(Body Line, 기본 자세): 양쪽 다리를 어깨 넓이로 벌린 상태에서 11자로 서서 양쪽 무릎을 적당히 굽히고 골반은 신체 앞쪽으로 당긴다. 엉덩이만 앞쪽으로 향한 상태에서 집어넣고 양쪽 팔은 편안하게 든 상태로 균형을 잡는다. 가슴을 핀 상태에서 허리를 꼿꼿이 세우고 배에 힘을 주게 한다. 엉덩이를 앞쪽에서 뒤쪽으로 움직이면서 배에 수축과 이완 동작을 반복한다.[89][90][91]
- 헤드 슬라이드(Head Slide)
  - 사이드-사이드(Side-Side): 상체와 어깨를 고정한 상태에서 머리를 좌우로, 수평으로 이동한다. 이 때 얼굴이 돌아가지 않도록 하고 양쪽 귀를 팔에 갖다대듯이 한다.[91][92]
  - 포워드-백(Forward-Back): 상체와 어깨를 고정한 상태에서 머리를 앞뒤로, 수평으로 이동한다. 뒤로 나갈 때에는 목을 뒤로 빼지 말고 제자리로 옮겨준다.[92]
- 헤드 서클(Head Circle): 머리를 원을 그리듯이 돌린다.[92]
- 백 벤드(Back Bend): 무릎을 살짝 구부린 상태에서 머리부터 상체를 뒤로 젖힌다. 허리에 무리가 가지 않도록 허벅지의 힘으로 젖힌다.
- 데미 포앵트(Demi Pointe): 양쪽 허벅지 사이를 모은 상태에서 한쪽 발을 다른 쪽에 비해 약간 앞으로 내민 다음에 엄지발가락이나 발의 볼 부분을 바닥에 살짝 대는 포앵트 자세로 선다.
- 립 케이지 슬라이드(Rib Cage Slide): 상체만을 좌우로, 수평으로 이동한다.[93]
- 립 케이지 리프트/드롭(Rib Cage Lift/Drop): 어깨의 움직임 없이 가슴을 위로 들어 올린 다음에 아래로 내리는 동작을 반복한다. 이 때 가슴을 앞으로 내밀면 안 된다.[93]
- 립 케이지 서클(Rib Cage Circle): 가슴을 원을 그리듯이 돌린다. 오른쪽 서클 동작은 오른쪽 가슴부터 나가는 듯한 느낌으로 원을 그리듯이 돌리고 왼쪽 서클 동작은 왼쪽 가슴부터 나가는 듯한 느낌으로 밀면서 원을 그리듯이 돌린다.[93]
- 힙 범프(Hip Bump): 무릎을 핀 상태에서 오른쪽 골반을 위쪽 사선 방향으로 밀어 올린 다음에 힘을 주면서 내리친다. 그런 다음에 왼쪽 골반을 위쪽 사선 방향으로 밀어 올린 다음에 힘을 주면서 내리친다.[92]
- 피스톤 힙스(Piston Hips): 기본 자세에서 상체를 고정시킨 다음에 왼쪽 무릎을 앞으로 내밀어서 오른쪽 골반이 움직이도록 한다. 그런 다음에 오른쪽 무릎을 앞으로 내밀어서 왼쪽 골반이 움직이도록 한다.[91]
- 롤(Roll)
  - 벨리 롤(Belly Roll): 첫 단계에서부터 복식 호흡을 한다. 숨을 들이마시면서 배를 편안하게 내민 다음에 숨을 내쉬면서 배를 집어넣는다. 괄약근을 함께 사용하면서 아랫배를 말아 올리는 느낌으로 굴려주는 동작을 한다.[94]
  - 체스트 롤(Chest Roll): 가슴을 밀고 위로 올린 다음에 뒤로 넘기면서 원을 그린 다음에 제자리로 돌아오는 동작을 한다.[94]
  - 턱 롤(Tuck Roll): 골반을 말아 올리는 느낌으로 굴려주는 동작을 한다.[93]
- 언듈레이션(Undulation): 가슴을 먼저 끌어올린 다음에 체스트 롤을 하고 제자리로 돌아오는 과정에서 윗배를 먼저 집어넣고 아랫배를 나중에 집어넣어서 배가 물결처럼 움직이게 한다. 경우에 따라서는 아랫배에서부터 파동을 만들어내기도 한다.[94]
- 카멜 워크(Camel Walk): 언듈레이션 동작을 한 상태에서 걷는 동작인데 이는 사막에 서식하는 낙타가 움직이듯이 걷는 동작인데서 붙여진 이름이다.[95]
- 아랍 워크(Arab Walk): 한쪽 발을 중심으로 해서 다른 쪽 발을 앞으로 딛었다가 뒤로 딛었다가 하는 동작으로서 힙 슬라이드와 함께 스텝을 밟아 나간다.[95]
- 이집션 워크(Egyptian Walk): 한쪽 엉덩이와 다른 쪽 엉덩이에 업, 다운, 아웃 동작을 반복하면서 걷는 동작으로서 속도에 변화를 주게 한다.[95]
- 힙 드롭/리프트(Hip Drop/Lift)
  - 힙 드롭(Hip Drop): 한쪽 엉덩이만을 들러올려서 쳐내린다. 무게를 지탱하는 다리의 발은 완전히 땅바닥에 붙인 다음에 무릎을 살짝 구부리고 움직이는 엉덩이 쪽의 다리는 발꿈치를 든 상태에서 움직인 다음에 괄약근을 사용하여 엉덩이를 힘차게 내린다.[89][96]
  - 힙 리프트(Hip Lift): 힙 드롭과 반대되는 동작으로서 한쪽 엉덩이만을 아래에서 쳐올린다. 무게를 지탱하는 다리의 발은 완전히 땅바닥에 붙인 다음에 무릎을 살짝 구부리고 움직이는 엉덩이 쪽의 다리는 발꿈치를 든 상태에서 움직인 다음에 괄약근을 사용하여 엉덩이를 힘차게 내린다.[89][96]
- 힙 업/다운(Hip Up/Down): 상체와 오른쪽 다리를 고정시킨 상태에서 왼쪽 골반을 강하게 위쪽으로 올리다가 내리는 동작을 반복한다. 그런 다음에 상체와 왼쪽 다리를 고정시킨 상태에서 오른쪽 골반을 강하게 위쪽으로 올리다가 내리는 동작을 반복한다.[96][97]
- 힙 서클(Hip Circle): 엉덩이를 원을 그리듯이 돌려준다. 엉덩이가 뒤에서 움직일 때는 엉덩이가 뒤로 빠지지 않도록 괄약근에 힘을 주고 움직인다.[89][91][96]
- 딥 서클(Deep Circle): 무릎을 핀 상태에서 골반으로 사각형을 부드럽게 그리는 동작을 한다. 팔 동작을 하면서 들이쉬고 내쉬는 호흡을 한다.[89][91]
- 바이시클 힙(Bicycle Hip): 기본 자세에서 엉덩이를 살짝 돌린 다음에 양쪽 엉덩이를 모두 번갈아 가면서 대각선 앞 방향으로 밀어친다.[89][90]
- 체스트 서클(Chest Circle): 골반과 갈비뼈의 평행을 유지한 상태에서 어깨, 목, 골반, 하체를 고정시킨 다음에 갈비뼈를 이용하여 가슴을 위아래로, 좌우로 움직인다.[96]
- 스네이크 암스(Snake Arms): 팔이 뱀처럼 움직이는 동작인데서 붙여진 이름이다. 양쪽 팔꿈치와 손목을 번갈아 가면서 양쪽 팔의 관절을 부드럽게 위로 올리고 아래로 내리는 동작을 반복한다.[68][98]
- 스네이크 핸즈(Snake Hands): 손이 뱀처럼 움직이는 동작인데서 붙여진 이름이다. 왼팔을 몸통 쪽으로 구부려서 수평을 맞춘 다음에 손목을 아래쪽으로 꺾어서 대각선을 이루게 하는데 손가락은 아래쪽으로, 손목이 위로 가게 한다. 부드럽게 움직이면서 손가락, 손바닥, 손목이 서로 직각이 되도록 만든다.[98]
- 쉬미(Shimmy): 벨리댄스의 특징적인 동작으로서 엉덩이와 골반을 위아래로 흔들면서 떨림 효과를 낸다.[68]
  - 힙 쉬미(Hip Shimmy): 기본 자세에서 엉덩이만을 좌우로 빠르게 흔든다.[99]
  - 레그 쉬미(Leg Shimmy): 기본 자세로 선 다음에 무릎을 구부리고 펴는 동작을 빠르게 해서 떨듯이 다리를 동시에 움직이거나 번갈아 가면서 움직인다.[99]
  - 싱글 레그 쉬미(Single Leg Shimmy): 데미 포앵트 자세로 서서 다리 뒤쪽에 대부분의 몸무게를 지탱한 다음에 구부렸다가 펴기를 빠르게 한다. 동작을 강조하기 위해 시선을 어깨 뒤쪽으로 한 상태에서 엉덩이를 움직이기도 한다.[99]
  - 츄츄 쉬미(Choo Choo Shimmy): 힙 쉬미 자세에서 발꿈치를 든 다음에 빠르게 걷는다.[99]
  - 힙 드롭 쉬미(Hip Drop Shimmy): 힙 드롭 자세에서 한쪽 발을 포앵트한 상태에서 빠르게 한쪽 엉덩이만 쉬미를 한다.[100]
  - 숄더 쉬미(Shoulder Shimmy): 어깨를 빠르게 앞뒤로 움직여서 흔드는 동작으로서 가슴을 흔드는 느낌으로 움직인다. 이 때 팔이나 손, 엉덩이가 같이 움직이면 안 된다.[101]
  - 이집션 쉬미(Egyptian Shimmy): 배를 떠는 동작으로서 무릎을 붙인 상태에서 배에 빠른 움직임을 주면서 스치듯이 앞으로 밀어낸다.[93]
- 힙 트위스트(Hip Twist): 상체를 고정한 상태에서 양발을 어깨 넓이만큼 벌린 다음에 무릎을 핀 상태에서 골반을 비튼다. 뒤에서 앞으로, 앞에서 뒤로 움직일 수 있으며 경우에 따라서는 제자리에서 하거나 걸으면서 하기도 한다.[93][94]
- 피겨 에이트(Figure Eight): 상체를 고정한 상태에서 엉덩이 양쪽을 번갈아 가면서 한쪽씩 원을 그리듯이 수평으로 움직이는 동작으로서 전체적으로는 8자 모양을 그린다. 한쪽 엉덩이가 뒤쪽으로 가는 동작을 할 때에는 다른 쪽 엉덩이가 앞으로 오는 동작을 동시에 번갈아 가면서 한다.
- 버티컬 피겨 에이트(Vertical Figure Eight): 엉덩이 양쪽을 번갈아 가면서 한쪽씩 원을 그리듯이 위에서 수직으로 움직이는 동작으로서 발꿈치를 번갈아 들면서 엉덩이를 올린다. 높낮이 변화가 없도록 무릎을 약간 굽혀야 하며 엉덩이가 앞뒤로 움직이지 않도록 주의해야 한다.
- 힙 스웨이(Hip Sway): 오른쪽에서부터 다리를 핀 다음에 아래에서 위로 원을 그리듯이 옆구리를 말아주는 동작을 한다. 발 양쪽을 어깨 너비 정도 벌린 다음에 11자로 서서 양쪽 무릎을 약간 굽혀야 한다.[93]
- 마야(Maya): 엉덩이 양쪽을 번갈아 가면서 위에서 아래로 원을 그리듯이 발꿈치 양쪽을 번갈아 들면서 엉덩이를 내린다.[68]
- 힙 슬라이드(Hip Slide): 엉덩이를 좌우로, 수평으로 움직이는 동작으로서 괄약근을 사용해서 힘차게 친다. 엉덩이의 움직임에 따라 발 양쪽을 번갈아 가면서 무게 중심이 이동하도록 엉덩이를 친다.[89]
- 페빅 틸트(Pevic Tilt): 양쪽 무릎을 굽히는 기본 자세에서 골반을 앞뒤로 움직인다. 골반을 앞으로 가져올 때에는 배와 엉덩이에 힘을 주어 집어넣은 다음에 엉덩이를 제자리로 돌아오도록 하는데 음악에 맞춰서 속도를 조절하기도 한다.
- 숄더 롤(Shoulder Roll): 신체를 고정시킨 상태에서 어깨를 앞에서 뒤로 동그랗게 교차시키면서 굴려가는 동작으로서 스네이크 암스(Snake Arms)의 기본 동작이기도 하다.
- 숄더 스러스트(Shoulder Thrust): 가슴을 핀 다음에 한쪽 어깨를 앞으로 밀어낸 상태에서 다른 쪽 어깨를 뒤로 밀어내는 동작을 번갈아 가면서 한다.
- 킥(Kick): 발 끝까지 힘을 주고 무릎을 핀 다음에 발이 바깥쪽을 향하도록 다리를 뻗는 동작을 취한다. 이 때 다리를 너무 높게 들거나 구부리면 안 된다. 그런 다음에 골반을 내리면서 다리를 뻗는 동작을 취한다.[95][100]

## 건강
벨리댄스는 가슴, 배, 허리, 골반, 엉덩이를 중심으로 흔드는 춤이자 신체 건강, 정신 건강에 큰 효과를 주는 춤으로서 세계 각지에서 큰 인기를 끌고 있다.

### 신체 건강
벨리댄스의 동작은 몸통, 핵심 근육에 중점을 두고 있기 때문에 신체의 탄력, 유연성, 강인함을 향상시키는 역할을 하며 "춤추는 요가"라고 부르기도 한다. 벨리댄스는 주로 평소 사용하지 않는 근육과 몸 안의 근육을 활용하기 때문에 땀을 흘릴 정도로 운동 효과를 연출한다. 또한 다른 춤에서는 느낄 수 없는 신체의 움직임을 자극하기 때문에 체형을 교정시키고 몸매가 살아나는 효과를 연출한다. 벨리댄스의 동작은 다이어트, 변비 해소, 심폐 기능 향상, 심혈관 건강 향상, 유연성 향상, 피부 탄력 유지 효과를 낸다. 또한 신체의 에너지에 직접 작용하여 긴장감을 줄이고 에너지를 조화시킨다.
벨리댄스의 다양한 동작은 근육이 독립적으로 움직이는 모습을 강조하기 위해서 여러 개의 근육 또는 근육 그룹을 독립적으로 움직이는 능력을 형성한다. 전체적으로는 신체의 유연성을 높이고 주요 장기들의 기능을 강화시키는 한편 근육을 탄탄하게 만들고 노화를 예방하는 효과를 만든다. 베일을 이용한 동작은 일반적으로 상체, 팔, 어깨의 근력과 유연성을 강화시키는 데에 도움을 주고 악기나 손가락을 이용한 동작은 손가락의 힘과 독립성을 증가시키면서 하나씩 작용한다. 허리를 중심으로 추는 동작은 여성의 아름다움을 강조하기 위해 몸통의 근육에 초점을 맞춰져 있는데 전체적으로는 허리, 다리의 근력을 강화한다. 목을 이용한 동작은 스트레칭 효과를 주면서 오십견을 비롯한 목 질환을 예방하는 효과를 만든다.
벨리댄스는 신체의 근육들을 여러 방향으로 사용하기 때문에 몸매를 날씬하게 만들어 주고 신체의 곡선을 입체적으로 살아나게 한다. 특히 가슴, 배, 허리, 골반, 엉덩이를 중심으로 흔드는 동작은 배, 허리 근육을 자극하여 장 운동을 활발하게 해주어 변비를 해소하는 역할을 한다. 벨리댄스는 가벼운 조깅, 수영, 자전거 타기, 테니스와 같은 수준으로 많은 칼로리를 소모하고 지방을 연소시키는 유산소 운동이기 때문에 다이어트 효과를 낸다. 특히 벨리댄스를 1시간 동안에 추는 행동은 400칼로리를 소모하는 효과를 연출한다. 또한 골반의 움직임을 통해 생식기 주변의 근육을 강화하면서 정상적인 호르몬 분비를 촉진시킨다.
벨리댄스는 배와 골반의 움직임을 강조하는 춤이기 때문에 여성의 생리통, 생리 불순 완화, 고관절의 유연성 향상, 요실금 예방에 도움을 준다. 벨리댄스는 자궁을 수축시키는 동작을 통해 임신 중인 여성에게 출산 이전과 이후를 준비하는 데에 효과적인 춤으로서 배를 원래의 모습으로 회복하는 과정, 고통이 적고 편안한 출산 과정에 도움을 주는 분만법으로도 여겨진다.
벨리댄스는 동작이 격렬하지 않고 관절에 무리를 주지 않기 때문에 누구나 출 수 있는 춤으로 여겨지는데 전체적으로는 골격과 자세를 교정하여 골다공증을 예방하고 허리와 척추 건강에 도움을 주는 역할을 한다. 벨리댄스는 음악의 리듬과 반복적인 몸놀림을 통해 호흡을 높이고 심장 박동을 향상시키기 때문에 심장과 심혈관을 튼튼하게 하고 혈액 순환을 증가시키는 역할을 한다.

### 정신 건강
벨리댄스는 모든 연령대와 특정한 체질을 가진 사람들에게 적합한 춤으로서 벨리댄스를 추는 무용가는 신체적인 요구 수준을 조절하는 역할을 한다. 벨리댄스는 규칙적인 연습을 통해 즐기는 무용가들의 자신감과 행복감을 향상시키는 과정에 중점을 두고 있기 때문에 스트레스와 심리적 부담감을 해소하고 정신 건강에 도움을 주게 한다.
벨리댄스의 구체적인 목적은 세상에서 벗어나 옛날로 돌아가서 몸과 마음의 조화를 찾는 것에 초점을 두고 있다. 벨리댄스는 팔다리의 근육에 초점을 맞추는 것과는 달리 원형 동작에 의한 몸통 아랫부분의 수축과 근육 이완을 매개체로 한다. 벨리댄스 연습은 배, 허리, 골반의 근육을 강화하고 신체의 다른 부위에 영향을 주게 한다. 특히 복근의 원형 동작은 신체의 노폐물을 배출하는 데에 큰 효과를 연출한다. 춤은 이중적인 기능을 갖고 있는데 한편으로는 엔도르핀이 뇌를 자극하여 도파민 분비를 증가시키면서 자연적인 여유를 갖게 한다. 다른 한편으로는 아무것도 하지 않고 남는 무력감을 극복하게 한다.
춤은 근육과 신경을 마음으로 조율한다. 귀가 음악을 포착하면 신체가 진정되고 멜로디와 결합하면서 리듬이 행복감을 느낄 정도로 지극히 유쾌한 느낌을 주게 한다. 사실 현대 의학에서는 춤과 음악을 치료제로 사용하고 있다. 춤은 많은 심리적 질환, 정신 질환들을 치료할 수는 없지만 현대의 병리학에서는 우울증, 불안, 신경증을 치료하는데 기여한다. 벨리댄스에 재능을 가진 무용가를 보는 관객들에게는 서로 다른 멜로디가 있는 음악에 추는 동작이 몸 자체에서 소리가 나는 것처럼 보이게 한다. 벨리댄스 연습에는 정신 건강에 대한 여러 가지 효과를 갖게 한다.
벨리댄스는 신체적, 정신적인 압박감을 해소하여 태도의 변화를 유도하고 더 많은 안정감을 느끼도록 유도한다. 벨리댄스는 몸 속에 드러나는 슬픔, 기쁨, 장난, 달콤함 등의 기분과 함께 작용하는 춤이다. 무용가 안에서 일어나는 일들을 해석하는 춤이기 때문에 다양한 표현에서 커다란 안도감, 평온, 조화를 발견한다.
벨리댄스는 즉흥적인 연기, 해석의 창조, 감정의 표현을 중요시하는 춤으로서 이야기를 들려주는 수단이자 자발성을 중요시한다. 이러한 특징은 모든 춤으로 일어나는 것은 아니지만 훨씬 적은 사회 생활 속에서 나타난다. 벨리댄스는 오랜 시간 동안에 쌓인 두려움을 극복하고 억눌려 있던 감정을 해소시키면서 자신감을 높인다. 사람은 인생 전반에 걸쳐서 자기 자신이나 자신의 몸에 대한 부정적인 생각을 통해 열등감과 불안감을 키운다. 벨리댄스는 이러한 심리적 증상을 해결하고 보다 자연스럽고 쉽게 움직일 수 있도록 돕는 역할을 한다.
벨리댄스는 여성스러움을 향상시키는 춤으로서 여성의 본질과 연결하도록 돕는 역할을 한다. 또한 다른 사람을 유혹하는 힘을 이용하여 사회가 강요하는 편견을 극복할 수 있도록 돕는 역할을 한다. 벨리댄스에 관한 성적 표현은 관찰자의 시선에서만 발견된다. 벨리댄스는 적극성과 사회성을 길러주면서 다른 사람과의 의사소통을 개선하는 역할을 한다. 즉흥적인 단체 춤이든 사람들이 신체 언어를 사용하는 공간을 공유하든 다른 사람과 함께 춤을 추는 행동은 동료들과의 충돌을 배제하고 새로운 관계를 형성하게 된다.

## 같이 보기
- 가와지
- 알마 (무용가)
- 쾨체크

## 참고 문헌
- 오야 (2005년 6월 11일). 《벨리댄스 다이어트》. 웅진지식하우스. ISBN 9788901050096.
- 안유진 (2007년 1월 31일). 《나를 춤추게 하다 - 벨리댄스》. 경향미디어. ISBN 9788990991461.